# Víktor Kanevski
Víktor Izraíliovich Kanevski (Kiev, Unión Soviética; 3 de octubre de 1936-Bristol, Estados Unidos; 25 de noviembre de 2018) fue un futbolista ucraniano que jugó para la selección de fútbol de la Unión Soviética. Judío, en 1988 emigró a los Estados Unidos.

## Clubes

### Jugador
| Club                   | País            | Año       | Partidos | Goles |
| FC Dinamo Kiev         | Unión Soviética | 1953-1964 | 195      | 80    |
| FC Chernomorets Odessa | Unión Soviética | 1965-1966 | 22       | 6     |

### Entrenador
| Club                     | País            | Año       |
| ------------------------ | --------------- | --------- |
| FC Metalist Járkov       | Unión Soviética | 1968-1971 |
| FC Dnipro Dnipropetrovsk | Unión Soviética | 1973-1977 |